# Asphondylia kopetdagica
Asphondylia kopetdagica är en tvåvingeart som beskrevs av Fedotova 1993. Asphondylia kopetdagica ingår i släktet Asphondylia och familjen gallmyggor.
Artens utbredningsområde är Turkmenistan. Inga underarter finns listade i Catalogue of Life.